# Miroslav Bělina
Miroslav Bělina (* 8. března 1950 Praha) je český právník specializující se na pracovní a obchodní právo. Právnickou fakultu Univerzity Karlovy v Praze absolvoval v roce 1973, postgraduální studium absolvoval v roce 1982 v Londýně. V letech 1990 až 1991 byl proděkanem pražské právnické fakulty, od roku 1990 je členem Legislativní rady vlády a od roku 1991 advokátem. Od roku 2000 je rozhodcem Rozhodčího soudu při Hospodářské komoře ČR a Agrární komoře ČR. Má dva syny: Martina a Tomáše. V roce 2009 se stal Právníkem roku v oboru pracovní právo.
Taktéž vyučuje na právnické fakultě ZČU.